# Carl Schultz
Johan Carl Christian Schultz, (4. april 1898 i København – 3. september 1970 i Holbæk) var en dansk fodboldspiller som vandt DM med B.93 1916, hvor han spillede 45 kampe og scorede 30 mål i perioden 1914-1924.
Centerforwarden Carl Schultz kom fra Aarhus til B.93 i sæsonen 1914/1915, hvor han kun var 16½ år gammel da han debuterede på klubbens 1. hold. Trods sin unge alder, var han spillede samtlige sæsonens kampe og B.93 blev vinder af KBU-mesterskabet. Der blev pga. første verdenskrig ikke spillet om DM den sæson. Karrierens bedste sæson kom året efter hvor han i 17 kampe og scorede 18 mål. Han var i DM-finalen hvor B.93 slog KB med 3-2. 
Han spillede sin første perioden i klubben 1914-1917, hvor det blev til i alt 36 kampe og 26 mål. Han gjorde comeback efter seks sæsoner og spillede under 1923-25 9 kampe og scorede 4 mål. 